# معلق لون

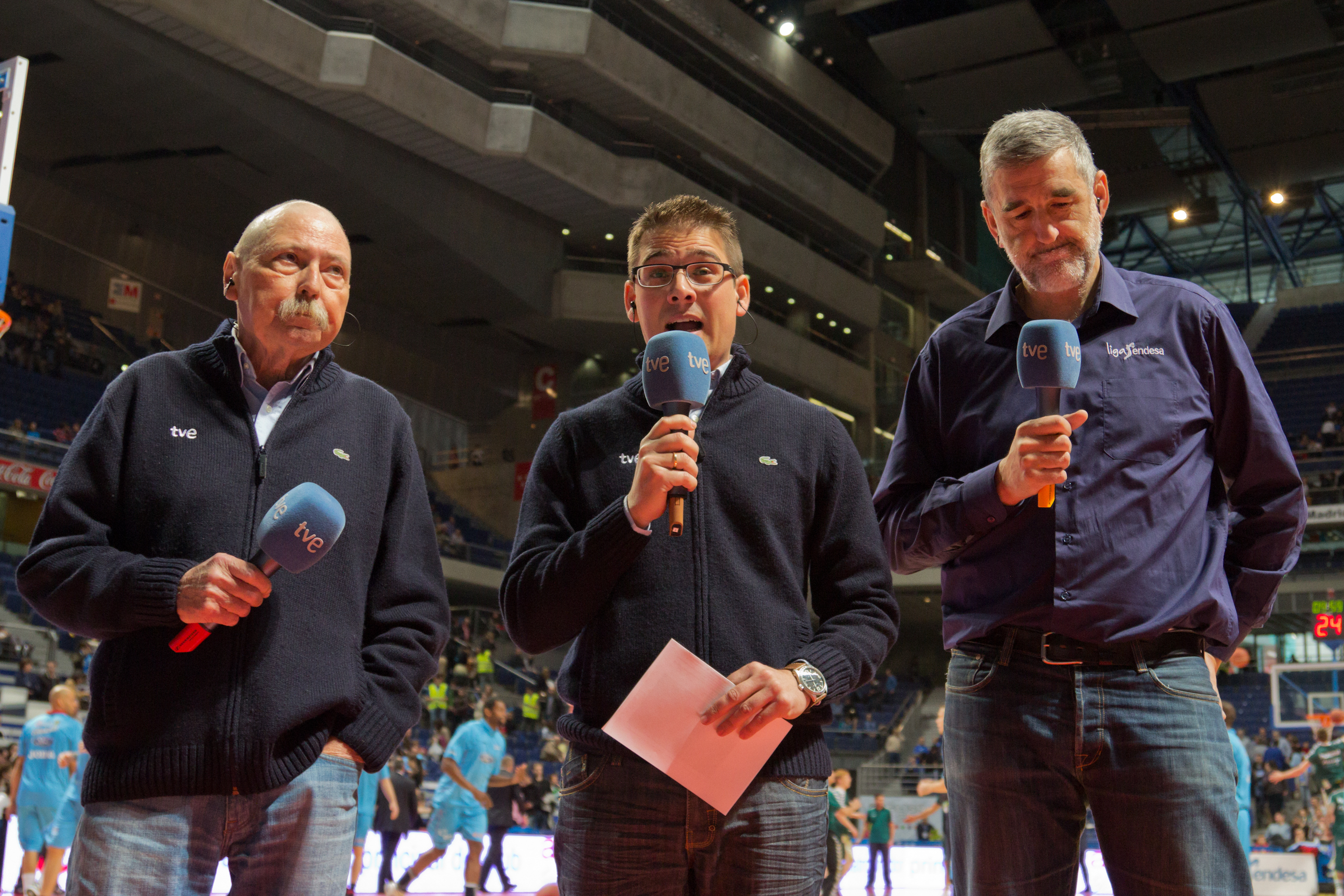
المعلق الرئيسي أرسينيو كانيادا (في الوسط) يقدم لعبة كرة السلة بين سي بي إستوديانتس وبالونكيستو مالقا بمساعدة اثنين من معلقي اللون: مانيل كوماس (على اليسار)، المدرب السابق، وخوان مانويل لوبيز أوتورياغا (على اليمين)، اللاعب السابق.

المعلق الملون أو المعلق الخبير هو معلق رياضي يساعد المعلق على طريقة اللعب، عادةً عن طريق الملء عندما لا يكون اللعب قيد التقدم. تستخدم عبارة «المعلق الملون» بشكل أساسي في اللغة الإنجليزية الأمريكية؛ يمكن أيضًا الإشارة إلى الشخص على أنه مُلخِّص (خارج أمريكا الشمالية) أو محلل (مصطلح يُستخدم في جميع أنحاء العالم الناطق باللغة الإنجليزية). غالبًا ما يتبادل محلل الألوان والمعلق الرئيسي التعليقات بحرية طوال البث، عندما لا يصف المعلق الرئيسي الإجراء. يوفر المعلق الملون تحليل الخبراء والمعلومات الأساسية، مثل الإحصائيات والاستراتيجية وتقارير الإصابة عن الفرق والرياضيين، وأحيانًا الحكايات أو الفكاهة الخفيفة. غالبًا ما يكون المعلقون بالألوان رياضيين سابقين أو مدربين للرياضة التي يتم بثها.
يشير مصطلح «اللون» إلى الجاذبية والبصيرة التي يقدمها مذيع ثانوي. عادةً ما يعمل المعلق الرياضي الملون إلى جانب مذيع اللعب عن طريق اللعب.